# Bernhard Krawinkel
Bernhard Krawinkel (* 10. September 1851 in Neustadt; † 24. Dezember 1936 in Vollmershausen) war ein deutscher Industrieller und Politiker.

## Leben
Johann Leopold Krawinkel, der Gründer des Familienunternehmens Leop. Krawinkel, war sein Großvater.
Bernhard Krawinkel besuchte die Gewerbeakademie in Charlottenburg. Mit einem Studienfreund gründete er in Berlin ein Büro für Straßen- und Eisenbahnbau.
1878 trat er in das familiäre Unternehmen ein. Von 1897 bis 1921 war er Senior der Unternehmensleitung und anschließend bis 1936 Beiratsvorsitzer.
Er war Kommerzienrat.

## Politik
Ab 1886 war Krawinkel Stadtverordneter in Gummersbach. Auch im Kreistag und Provinziallandtag (1888–1892 und 1905–1933) war er tätig. Von 1893 bis zum Ende des Ersten Weltkriegs war er für die Nationalliberale Partei Mitglied im Preußischen Abgeordnetenhaus. Er bekannte sich 1917 zur Deutschen Vaterlandspartei und war 1919 Mitgründer der Deutschnationalen Volkspartei im Bergischen Land. 1920 wurde er erneut Mitglied des Provinziallandtags. Er trat 1924 dem Bund für Nationalwirtschaft und Werkgemeinschaft bei.